# Sciaphilacris alata
Sciaphilacris alata är en insektsart som beskrevs av Marius Descamps 1976. Sciaphilacris alata ingår i släktet Sciaphilacris och familjen gräshoppor. Inga underarter finns listade i Catalogue of Life.